# سایمون آمستل
سایمون مارک آمستل (انگلیسی: Simon Marc Amstell؛ متولد ۲۹ نوامبر ۱۹۷۹) یک کمدین، مجری تلویزیونی، فیلم‌نامه‌نویس و هنرپیشه اهل انگلستان‌است. علت شهرت وی مجریگری پاپ‌ورلد، نور ماید د بازکاکز و نویسنده و بازیگر سریال کمدی موقعیت خانه مادربزرگ است.